# Villanueva (Misamis Oriental)
Villanueva è una municipalità di quarta classe delle Filippine, situata nella Provincia di Misamis Oriental, nella Regione del Mindanao Settentrionale.
Villanueva è formata da 11 baranggay:
- Balacanas
- Dayawan
- Imelda
- Katipunan
- Kimaya
- Looc
- Poblacion 1
- Poblacion 2
- Poblacion 3
- San Martin
- Tambobong